# 希空
希空（のあ、2007年〈平成19年〉11月26日 - ）は、日本のインフルエンサー、YouTuber、TikToker。本名は杉浦 希空（すぎうら のあ）。
東京都板橋区出身。血液型O型。身長158 cm。所属事務所はLUV。父は俳優の杉浦太陽、母はモーニング娘。の元メンバーでタレントの辻希美。

## 来歴
2007年11月26日0時45分(JST)、杉浦太陽と辻希美の第1子として誕生。幼少期から母である辻のブログやYouTubeチャンネルに（顔が特定されないようにスタンプなどで加工した上で）度々登場していた。
2021年9月14日、中学2年生のときに趣味のお菓子作りを紹介するInstagramアカウントを開設。開設にあたり両親ともに各SNSで希空がInstagramを始めたことおよびその経緯や約束ごとなどについて投稿したことが後押しとなり、わずか2日間で8万人以上のフォロワーを獲得した。
2024年9月18日、TikTokアカウントを開設。当初は顔にサングラスをかけていた。
2024年11月26日、17歳の誕生日を迎え、新たにプライベートを載せるためのInstagramアカウントを開設し、芸能事務所「LUV」に所属したことを発表。同日夜にはYouTubeチャンネルも開設し、動画にて初めて顔を公開した。何年か前までは表に出たいという気持ちはなかったが、17歳にしかできないメイクやファッションがあると思い、今しかないと決意したという。2日後にはInstagramのフォロワー数が53.8万人、YouTubeチャンネルの登録者数が33.4万人に達し、お菓子作りのInstagramの58.8万人、TikTokの55万人と合わせて総フォロワー数が200万人を超えた。
2024年12月30日、ABEMAの恋愛リアリティ番組『今日、好きになりました。卒業編2025 in ソウル』への出演が発表された。結果は不成立だったが、青春祭などでまた出演したいと語っていた。

## 人物
名前の由来は両親の名前からで、母・希美の「希」と、父・太陽が天体の名前であることから「空」を合わせて、「希望の空」と書いて希空とつけられた。
お菓子作りとパン作りは趣味であり特技でもある。編み物も始めた。
好きな色はピンク。嫌いな食べ物はトマト。

### 家族・親戚
家族は、両親・弟3人・妹1人・自身を含めた7人家族である。元プロ野球選手（南海ホークスの投手）で会社役員の杉浦三六は祖父、ミュージシャンで俳優の杉浦タカオは叔父にあたる。

## 出演

### ネット配信
- 今日、好きになりました。卒業編2025 in ソウル（2025年1月13日 - 2月10日、ABEMA SPECIALチャンネル）[10]

### ミュージック・ビデオ
- Crystal Kay「恋におちたら (Re-recording)」（2025年6月25日公開）[14]

### CM・広告
- タカラトミー「ぷにるんず」シリーズ（2025年6月 - ） - アンバサダー[15]